# 宗教与和平

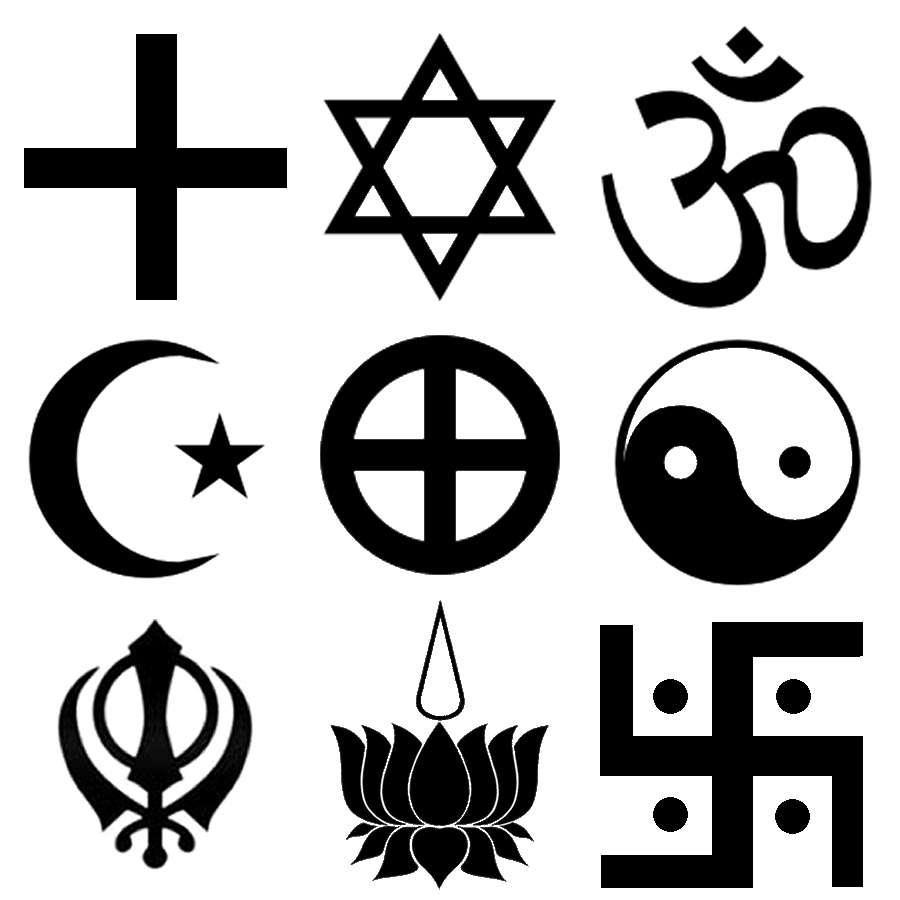
各宗教标识，包括犹太教、基督教、伊斯兰教、佛教、道教等

宗教与创建和平研究的是宗教在发展和平中的作用。学者们普遍接受的一个观点是：宗教在不同的历史时刻，对于和平既起过促进作用，也起过破坏作用。对此，有很多不同的解释方法。
奈森·C.冯克和Christina J Wolloner将诸多解释方法划分为三种模式。第一种是“唯有通过宗教才有和平”。这种模式建议通过对于特定宗教的信奉，实现世界和平。反对者称它的倡导者只想通过他们自己的宗教实现和平，对于其他的意识形态缺乏宽容。
作为对第一种模式的反思，第二种模式是“无宗教的和平”。批评者称第二种模式太过简单化，忽视了冲突的其他原因，以及宗教的和平潜力。另有批评者称第二种模式排斥了宗教信徒。还有批评者称前两种模式都有将自己的意识形态强加与人之嫌。
第三种、也是最后一种模式叫做“与宗教共同和平”。这种模式专注于共存和宗教对话的重要性。 Gerrie Ter haar 称宗教对于和平既不固有地好，也不是固有地坏，而宗教的作用又不容否认。 与宗教共和平，强调促进各大宗教的共同原则。
宗教与建构和平的一个主要促成者是那些有信仰背景的非政府组织。道格拉斯·约翰斯顿指出，有宗教信仰背景的非政府组织
有两个显著的优势。第一，鉴于它们常常是地方性的，它们对于当地社区有直接的影响力。他认为“让当地人主动与昂冲突和建构和平非常重要，越早这样做越好”。他指出的第二个优势是，有信仰背景的非政府组织具有道德权威，有利于和平协议和政策被民众所接受。

## 犹太教与创建和平

### 希伯来圣经
希伯来圣经包含了许多构建和平的内容。例如：
- 祭司的祝福(民数记6:24-26)结语：“愿耶和华向你仰脸，赐你平安。”

- 利未记26:6：“我要赐平安在你们的地上。”

- 民数记25:12：“我将我平安的约赐给他。”

- 以赛亚书57:19：“愿平安康乐归与远处的人，也归与近处的人。”

- 诗篇11:5：“耶和华实验义人，惟有恶人和喜爱强暴的人，他心里憎恶。”

- 诗篇34:14：“要离恶行善，寻求和睦，一心追赶。”

- 传道书9:17-18：“宁可在安静之中听智慧人的言语，不听掌管愚昧人的喊声。智慧胜过打仗的兵器。但一个罪人，能败

坏许多善事。”
- 以赛亚书11:6-9：“豺狼必与绵羊羔同居，豹子与山羊羔同卧，少壮狮子与牛犊并肥畜同群；小孩子要牵引它们。牛必与熊同食，牛犊必与小熊同卧，狮子必吃草与牛一样。吃奶的孩子必玩耍在虺蛇的洞口，断奶的婴儿必按手在毒蛇的穴上。在我圣山的遍处，这一切都不伤人、不害物，因为认识耶和华的知识要充满遍地，好像水充满洋海一般。”

- 以赛亚书2:4和弥迦书4:3：“他们要将刀打成犁头，把枪打成镰刀；着过不举刀攻击那国，他们也不再学习战事。”

## 基督教与创建和平

### 新约
福音书和新约的书信，常常被引用为宗教构建和平的依据。常见的引用如下：
- “你们听见有话说：‘以眼还眼，以牙还牙。’只是我告诉你们：不要与恶人作对。有人打你的右脸，连左脸也转过来由他打。”（马太福音5:38-39）

- "你们的仇敌，要爱他；恨你们的，要待他好，诅咒你们的，要为他祝福，凌辱你们的，要为他祷告。"（马太福音5:43-48路加福音6:27-28）

- "收剑入鞘吧！凡动刀的，必死在刀下。"（马太福音26:52）

- "使人和睦的人有福了，因为他们必称为神的儿子。"（马太福音5:9）

- "我们务要追求和睦的事与彼此建立德性的事。"（罗马书14:19）

- "若是能行，总要尽力与人和睦。"（罗马书12:18）

- "倘若不信的人要离去，就有他离去吧！无论是弟兄，是姐妹，遇着这样的事都不必拘束。神召我们原是要我们和睦。"（哥林多前书7:15）

- "因为神不是叫人混乱，乃是叫人安静，像在圣徒的众教会一样。"（哥林多前书14:33）

- "你们要追求与众人和睦，并要追求圣洁，非圣洁没有人能见主。"（希伯来书12:14）

- "惟独从上头来的智慧，先是清洁，后是和平，温良柔顺，蛮有怜悯，多结善果，没有偏见，没有假冒。并且使人和平的，是用和平所栽种的义果。"（雅各书3:17-18）

- "也要离恶行善，寻求和睦，一心追赶。"（彼得前书3:11）

## 伊斯兰教与创建和平

### 古兰经
- "至仁主的仆人是在大地上谦逊而行的；当愚人以恶言伤害他们的时候， 他们说：‘祝你们平安。’ "（25:63）

- "你们不要借诈术而侵蚀别人的财产，不要以别人的财产贿赂官吏，以便你们明知故犯地借罪行而侵蚀别人的一部分财产。"(2:188)

- "当他们听到恶言的时候，立即退避，他们说：‘我们有我们的行为，你们有你们的行为。祝你们平安！我们不求愚人的友谊。’ " （28:55）

- "因此，我对以色列的后裔以此为定制：除因复仇或平乱外，凡枉杀一人的，如杀众人；凡救活一人的，如救活众人。"(5:32)

## 巴哈伊信仰与创建和平
巴哈伊信仰要求信徒在生活中消除偏见，与各宗教、各阶层、各种族以及不同国籍和文化传统的人友好交往；在国家层面，呼吁领导人促进世界和平进程，推进磋商与对话。该教对于世界和平有初级和平和至大和平的区分。初级和平，被理解为政治形式的和平，由各国协商和平条约，消除全球性战争。至大和平是上帝王国在地球上的建立，世界融合与合作达到高度统一，使用统一的世界辅助性语言、货币、实现经济公正、世界法庭和各国大幅裁军。一些引言如下：
- "只要战争意念一冒头，就用更为强大的和平思想去遏制它。"（巴黎谈话）

- "诽议扑灭心灵光辉，扼杀灵魂生命。"(巴哈欧拉文萃)

- "以至为亲善和仁爱之精神与一切人交往者，必得福佑。"(巴哈欧拉文萃)

- "你们是一树之果，一枝一叶；愿你们同情、善待全人类。愿你们以朋友之道对待陌生人，愿你们像珍爱自己一样珍爱他人。视敌人如朋友；视恶魔如天使；像爱忠诚者一样爱暴君"（阿博都-巴哈文选）

- "他们必须洗心革面，不留一丝一毫的仇恨与恶意。他们必须做坦诚的人，抚慰钟爱全人类。这样，东方和西方就会像情侣一样，紧紧相拥；仇恨与敌意将从地球上消失，取而代之的是牢固的世界和平。"（阿博都-巴哈文选）

## 印度教与创建和平

### 印度经典
- "愿和平行在天上，在空气中，在大地上。愿水清凉，愿药草有药效，愿树丛闪耀着和平。愿行星、星辰之间有和谐，永恒的知识中有完美。愿宇宙万物平安。愿平安永驻各地。愿我在心中体会到安宁。"(夜柔吠陀36:17)

- "不要仅与同族的人和睦，也要与陌生人和睦。上天的双胞胎在将我们与陌生人的心连为一体。让我们在思想上团结，在目的上一致，不要与我们内心的上天之灵战斗。莫让战争的呼喊在倒毙者的头上响起，也莫让战神的箭矢与天一同陨落。"(夜柔吠陀7:52)

- "高级的生灵不会以恶制恶。这是人们当守的准则……绝不该伤害恶人、好人甚至该死的动物。高贵的灵魂即使对于喜好伤人与酷行的人都是仁慈的……谁没有缺点呢？"(罗摩衍那)

- "引人走向胜利的战车完全是另外一种。它的两轮是英勇和坚韧；它的旗帜是诚实、精巧的行动，它的四匹马是力量、审慎、自律和仁慈。驾驭马匹的缰绳是宽恕、同情和镇定……拥有这架正义战车的人，将会所向无敌。"（罗摩衍那）

## 佛教与创建和平

### 佛经

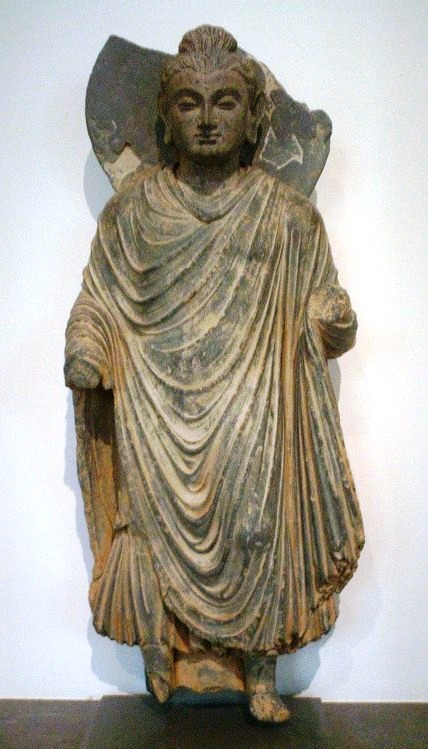
从非怨止怨，唯以忍止怨；此古（圣常）法

- "一切惧刀杖，一切皆爱生，以自度（他情），莫杀教他杀。于求乐有情，刀杖加恼害，但求自己乐，后世乐难得……对人莫说粗恶语，汝所说者还说汝。愤怒之言实堪痛；互击刀杖可伤汝。"(法句经刀杖品)